# 白马镇 (内江市)
白马镇，是中华人民共和国四川省内江市市中区下辖的一个乡镇级行政单位。2019年12月，撤销凤鸣镇，将原凤鸣镇龙洞村、白蜡园村、三边冲村所属行政区域划归白马镇管辖。

## 行政区划
白马镇下辖以下地区：
白马街社区、司马桥社区、黄石社区、汇鑫社区、新联村、联四村、柏树村、董家村、和平村、千子村、海棠村、湛家村、九盘村、红莲村、联合村、云坛村、双河社区村、石盘村、石龙村、石庙村、黄石村和白塔村。